# Axonolaimus filiformis
Axonolaimus filiformis is een rondwormensoort uit de familie van de Axonolaimidae. De wetenschappelijke naam van de soort is voor het eerst geldig gepubliceerd in 1889 door de Man.